# Lymantria geoffmartini
Lymantria geoffmartini is een vlinder uit de familie van de spinneruilen (Erebidae), onderfamilie donsvlinders (Lymantriinae). De wetenschappelijke naam van de soort is voor het eerst geldig gepubliceerd in 2004 door Schintlmeister.